# Higashikagura
Higashikagura (japanska: 東神楽町?, Higashikagura-chō) är en landskommun (köping) i Hokkaido prefektur i Japan. I Higashikagura ligger en del av Asahikawa flygplats, bland annat terminalbyggnaden. 